# Luis Alberto Lopez
Pour les articles homonymes, voir Lopez.
Luis Alberto López est un boxeur mexicain né le 21 août 1993 à Mexicali.

## Carrière
Passé professionnel en 2015, il devient champion du monde des poids plumes IBF le 10 décembre 2022 après sa victoire aux points par décision majoritaire contre le Britannique Josh Warrington. Lopez conserve son titre le 27 mai 2023 en battant par arrêt de l'arbitre au 5e round Michael Conlan ainsi que le 18 septembre 2023 contre Joet Gonzalez aux points et le 2 mars 2024 par arrêt de l’arbitre au 8e round contre Reiya Abe.
López est en revanche battu par Angelo Leo le 10 août 2024 par KO au 10e round. 